# Сосудообразная флейта
Сосудообразная флейта — флейта, корпус которой имеет сосудообразную форму, в отличие от большинства других духовых инструментов, выполненных в виде трубки. Сосудообразная флейта может быть со свистковым устройством (свитковая) и без него. Основные материалы изготовления необожжёная глина и керамика.
Сосудообразные флейты были известны в Древнем Египте с 11 в. до н. э. Наиболее ранняя существующая сосудообразная флейта, найденная при раскопках холма Нимруд, датируется 9 в. до н. э.

## Виды
Сосудообразные флейты распространены у многих народов мира. Например, есть армянский кавиц блул, грузинский бул-були (букв. «соловей»), киргизский чопо-чоор, туркменская ушгюлевук (букв. «свистулька») или жюлжюл (звукоподражательное название), казахские флейты без свисткового устройства саз-сырнай, тастаук, ускирик и т. д.

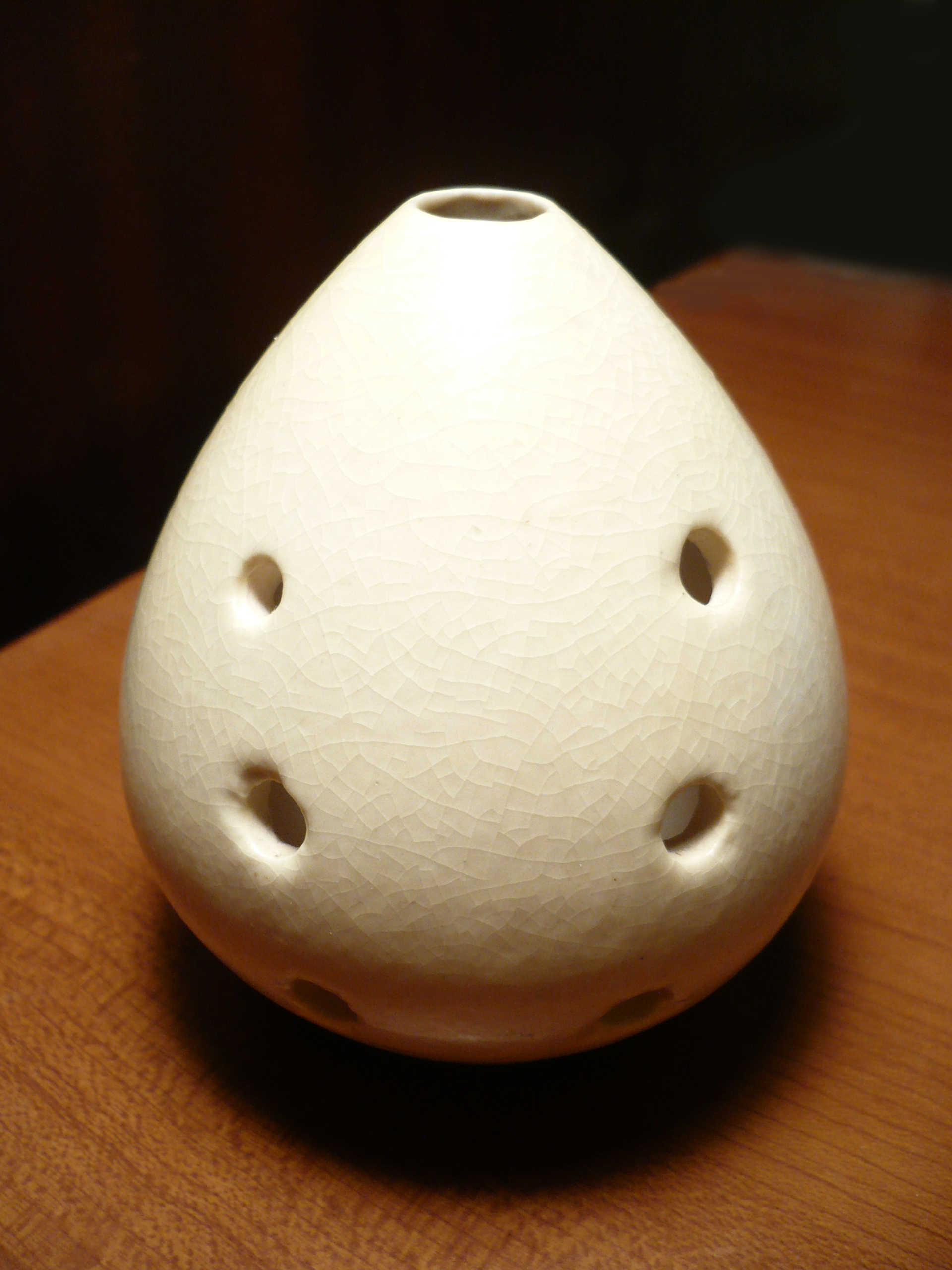
Сюнь
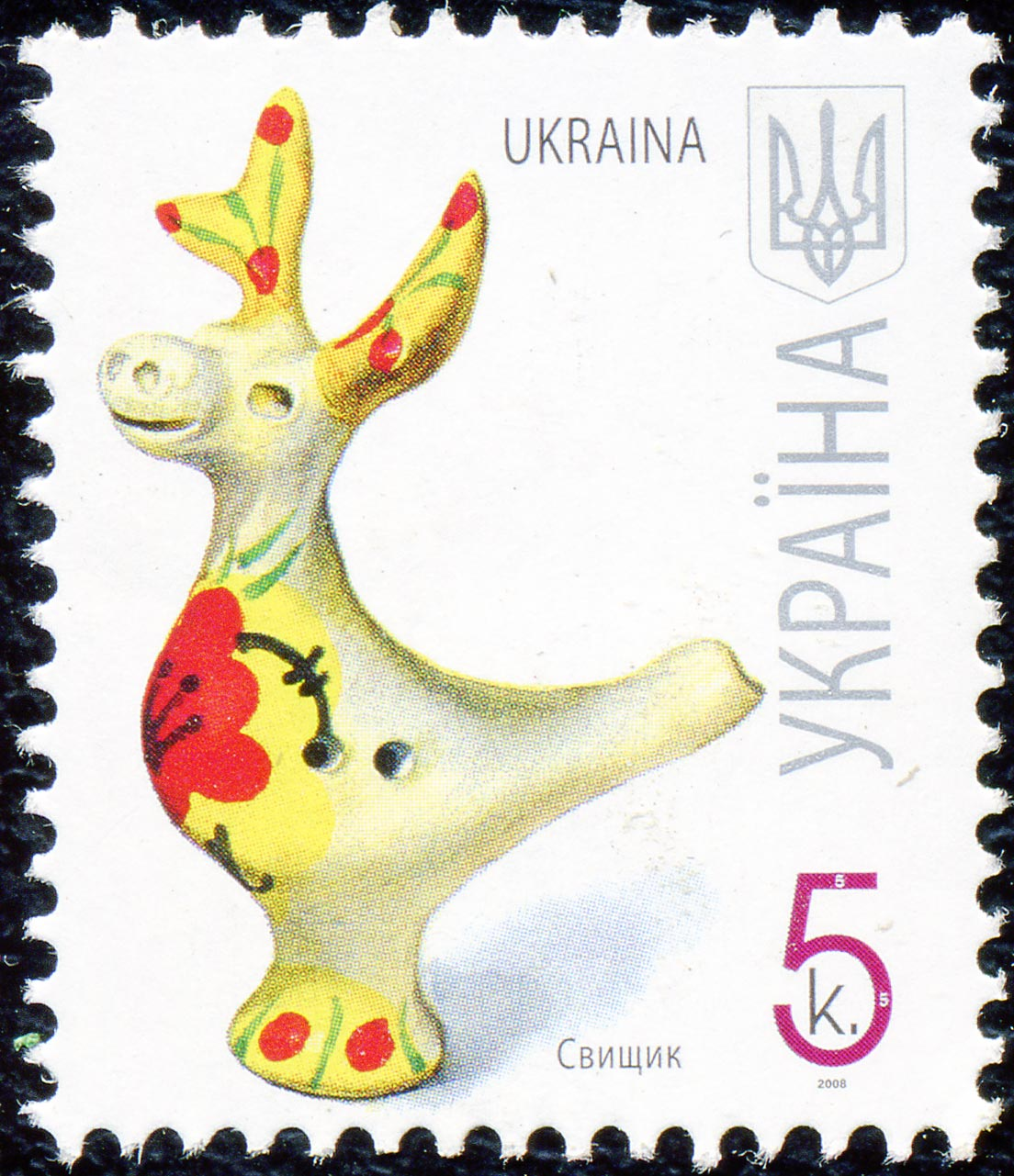
Украинский свищик
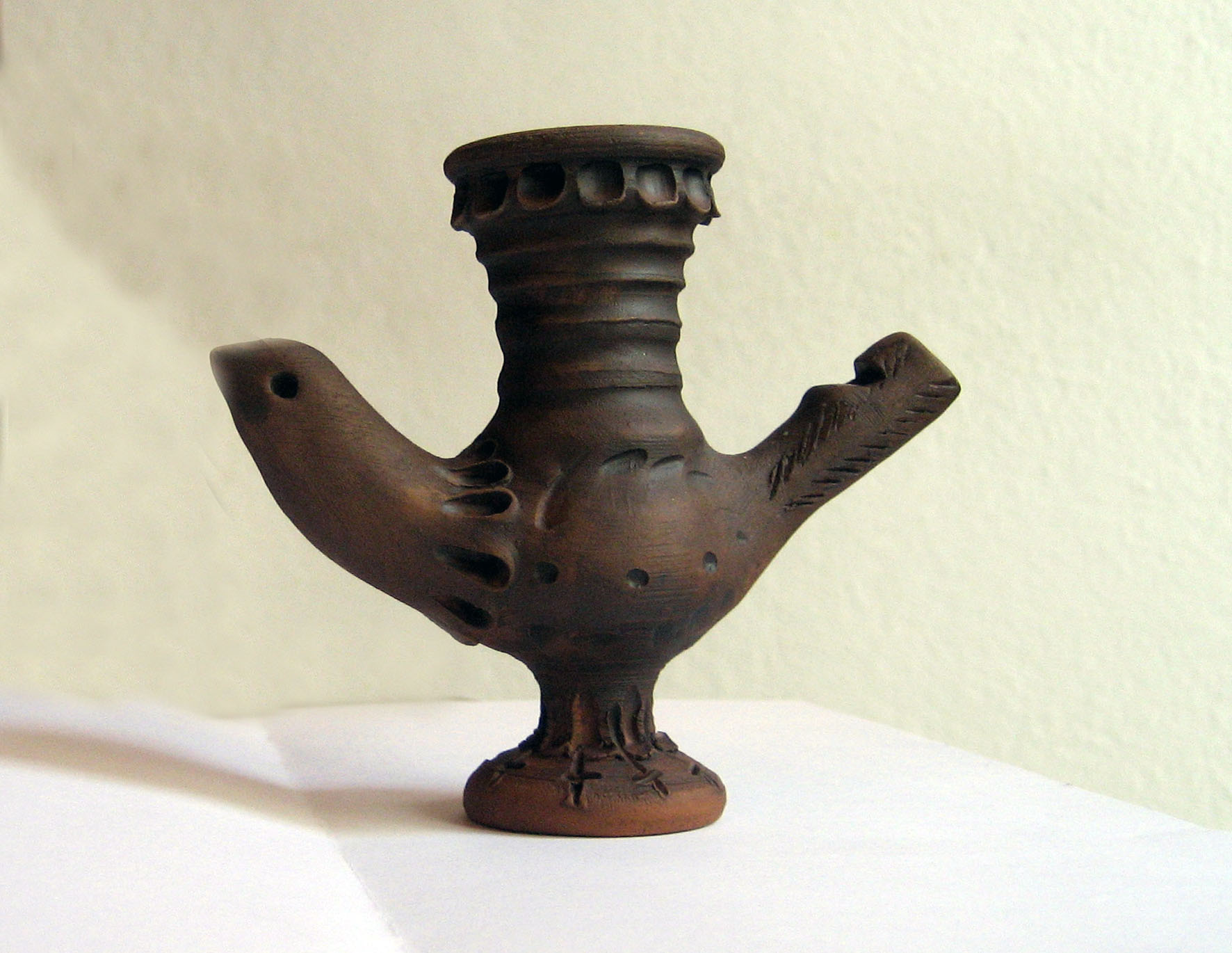
Водяная свистулька

Сюнь — китайская флейта, одна из древнейших представителей данных инструментов (5 тыс. до н. э.). Выполнена в форме яйца, на вершине которого располагается вдувное отверстие без свисткового устройства (дульце), а по бокам расположены пальцевые отверстия. Первоначальный вид сюня не имел пальцевых отверстий и производил только один звук. В дальнейшем количество отверстий постепенно нарастало и достигло шести. В Японии подобный инструмент называется цутибуэ («земляная» или «глиняная флейта»).
Свистулька — русская флейта с 1—4 пальцевыми отверстиями или без них. Корпус в виде животных и человека-наездника. Появилась не позднее X века.
Росиньо́ль (фр. rossignol à eau — соловей с водой) — флейта, корпус которой частично заполняют водой. Производит трели и другие звуки, напоминающие пение соловья. Была распространена во Франции и исторических Нидерландах в качестве детской игрушки. Подобный способ звукообразования использовался в одном из орга́нных регистров с середины XV до конца XVIII века.

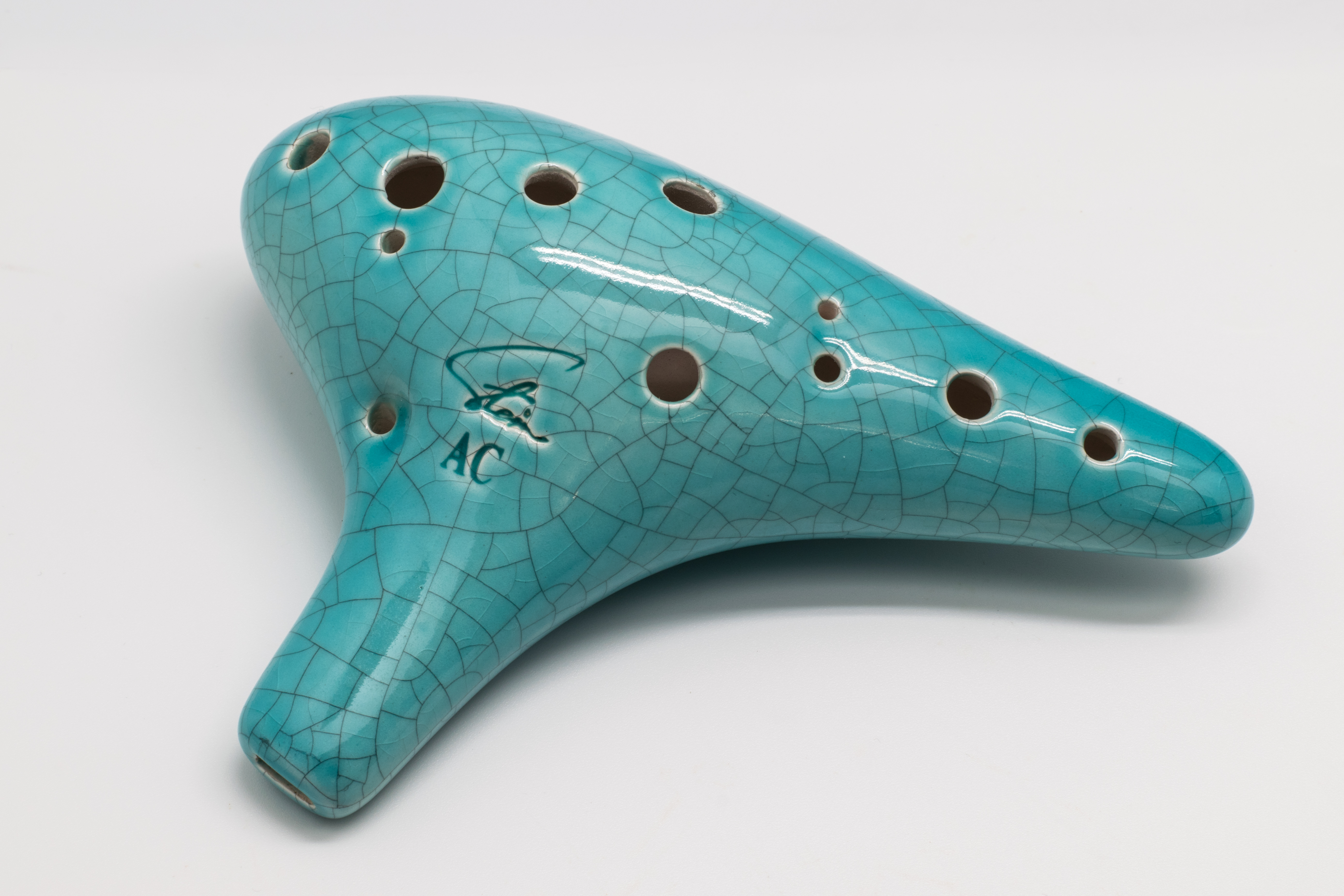
Окарина
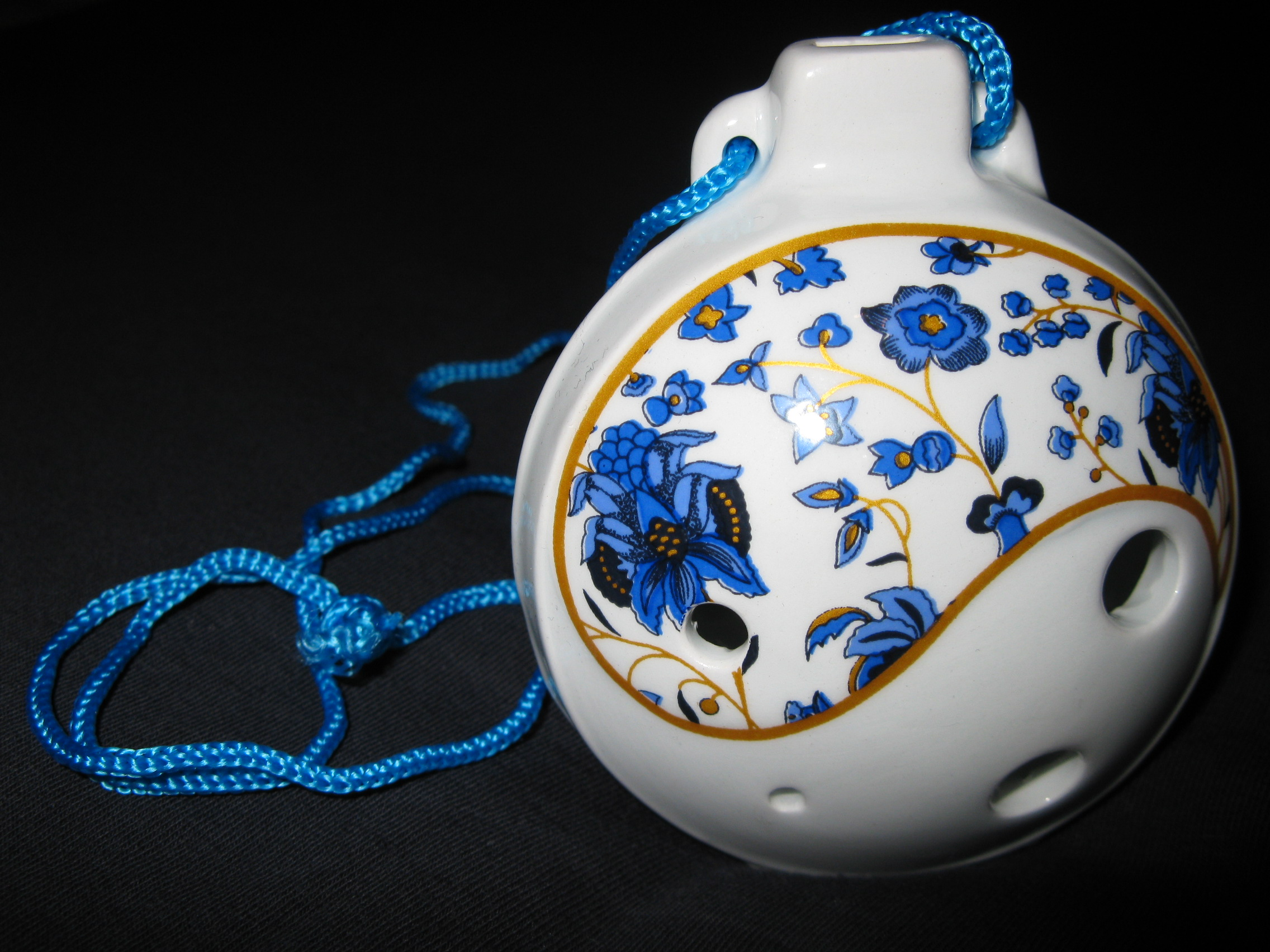
Английская окарина
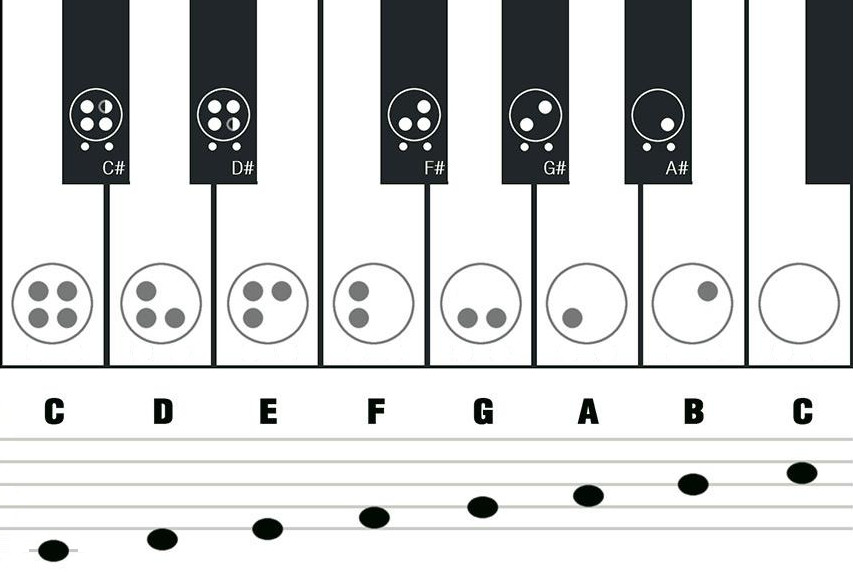
Аппликатура английской окарины с 4 отверстиями

Окари́на (итал. ocarina — гусёнок) — изобретена в 1853 году итальянским мастером Джузеппе Донати. Корпус в виде головы гуся с 10 пальцевыми отверстиями (8 серху и 2 снизу). Диапазон октава + кварта, звукоряд хроматический. Окарина появилась в результате преобразования простой сосудообразной флейты, распространившейся в Европе к середине XIX века и использовавшейся в качестве детской игрушки.
В российской классификации музыкальных инструментов вместо термина «сосудообразная флейта» может использоваться равнозначный европейский термин «окарина» или «флейта-окарина», поэтому необходимо различать понятие окарина как инструмент Дж. Донати и как обозначение сосудообразной флейты.
Английская окарина — разработана музыкальным этнографом англичанином Джоном Тейлором в начале 1960-х. Корпус округлый. Диапазон окарины с 4 отверстиями октава, с 6 отверстиями октава + терция. Звукоряд хроматический. Две ноты извлекаются неполным закрытием отверстия.
Чопо чоор — киргизская глиняная флейта.

## Акустические особенности
Высота звуков зависит от размеров открытых пальцевых отверстий, а не от их месторасположения. Например, при открытии какого-либо одного из двух одинаковых по размеру отверстий, флейта будет звучать одинаково, несмотря на их разное расположение. Таким образом, на флейте с двумя одинаковыми отверстиями можно извлечь три ноты, а с двумя разными — четыре.
В отличие от других флейт, на окаринах как правило невозможны октавные передувания. Частично закрывая отверстия можно понижать высоту звучания полностью открытого отверстия на полутон.